# José Luis Caicedo Barrera
José Luis Caicedo Barrera (Palmira, 23 de mayo de 2002) es un futbolista colombiano, juega como mediocampista de contención o defensa central y su actual equipo es el Pumas UNAM de la Liga MX.

## Clubes
| Club            | País     | Año         |
| --------------- | -------- | ----------- |
| Santa Fe        | Colombia | 2019        |
| Barranquilla FC | Colombia | 2020        |
| Pumas Tabasco   | México   | 2020 - 2021 |
| Pumas UNAM      | México   | 2021 - Act. |

- Datos: Q112007780